# Élections législatives de 1914 en Gironde
 (octobre 2021).
Si vous disposez d'ouvrages ou d'articles de référence ou si vous connaissez des sites web de qualité traitant du thème abordé ici, merci de compléter l'article en donnant les références utiles à sa vérifiabilité et en les liant à la section « Notes et références ».
Les élections législatives de 1914 ont eu lieu les 26 avril et 10 mai 1914.

## Élus
|    | Circonscription | Député élu                          |  | Groupe parlementaire    |
| -- | --------------- | ----------------------------------- |  | ----------------------- |
| 1  | Bazas           | Émile Constant                      |  | Gauche radicale         |
| 2  | Blaye           | Pierre Dupuy                        |  | Républicains de gauche  |
| 3  | 1re de Bordeaux | Charles Chaumet                     |  | Républicains de gauche  |
| 4  | 2e de Bordeaux  | André Ballande                      |  | Fédération républicaine |
| 5  | 3e de Bordeaux  | Calixte Camelle                     |  | SFIO                    |
| 6  | 4e de Bordeaux  | Louis Charles Marie de La Trémoille |  | Républicains de gauche  |
| 7  | 5e de Bordeaux  | René Cazauvieilh                    |  | Républicains de gauche  |
| 8  | 6e de Bordeaux  | Henri Labroue                       |  | PRRRS                   |
| 9  | La Réole        | Georges Chaigne                     |  | Républicains de gauche  |
| 10 | Lesparre        | Félix Mesnard                       |  | Républicains de gauche  |
| 11 | 1re de Libourne | Gabriel Combrouze                   |  | Gauche radicale         |
| 12 | 2e de Libourne  | Édouard Eymond                      |  | Républicains de gauche  |

## Résultats à l'échelle du département
| Partis         | Partis                                           | Premier tour | Premier tour | Deuxième tour | Deuxième tour | Sièges |
| Partis         | Partis                                           | Voix         | %            | Voix          | %             | Sièges |
| -------------- | ------------------------------------------------ | ------------ | ------------ | ------------- | ------------- | ------ |
|                | Parti républicain démocratique                   | 70 752       | 42,61        | 20 266        | 38,64         | 6      |
|                | Section française de l'Internationale ouvrière   | 32 071       | 19,32        | 386           | 0,74          | 1      |
|                | Rep. de gauche, Gauche démocratique              | 25 240       | 15,20        | 7 634         | 14,56         | 3      |
|                | Divers                                           | 7 811        | 4,70         | 9 563         | 18,24         | 0      |
|                | Fédération républicaine                          | 7 701        | 4,64         |               |               | 1      |
|                | Parti républicain, radical et radical-socialiste | 6 607        | 3,98         | 5 621         | 10,72         | 1      |
|                | Radicaux indépendants                            | 6 362        | 3,83         |               |               | 0      |
|                | Action libérale populaire                        | 4 093        | 2,47         | 4 009         | 7,64          | 0      |
|                | Progressiste                                     | 3 536        | 2,13         | 4 964         | 9,47          | 0      |
|                | Droite                                           | 1 858        | 1,12         |               |               | 0      |
|                |                                                  |              |              |               |               |        |
| Inscrits       | Inscrits                                         | 241 004      | 100,00       | 73 277        | 100,00        | 12     |
| Votants        | Votants                                          | 171 300      | 71,08        | 54 196        | 73,96         |        |
| Abstentions    | Abstentions                                      | 69 704       | 28,92        | 19 081        | 26,04         |        |
| Blancs et nuls | Blancs et nuls                                   | 5 269        | 3,08         | 1 753         | 3,23          |        |
| Exprimés       | Exprimés                                         | 166 031      | 96,92        | 52 443        | 96,77         |        |

## Résultats par arrondissement

### Arrondissement de Bazas
| Candidats      | Candidats      | Étiquette           | Premier tour | Premier tour | Deuxième tour | Deuxième tour |
| Candidats      | Candidats      | Étiquette           | Voix         | %            | Voix          | %             |
| -------------- | -------------- | ------------------- | ------------ | ------------ | ------------- | ------------- |
|                | Émile Constant | Gauche démocratique | 6 172        | 45,72        | 7 634         | 69,96         |
|                | Chalès         | PRD                 | 3 847        | 28,50        |               |               |
|                | Gibaud         | SFIO                | 2 642        | 19,57        | 386           | 3,54          |
|                | Courrèges      | Divers              | 839          | 6,21         | 2 892         | 26,50         |
|                |                |                     |              |              |               |               |
| Inscrits       | Inscrits       | Inscrits            | 16 302       | 100,00       | 16 295        | 100,00        |
| Votants        | Votants        | Votants             | 13 711       | 84,11        | 11 718        | 71,91         |
| Abstention     | Abstention     | Abstention          | 2 591        | 15,89        | 4 465         | 27,40         |
| Blancs et nuls | Blancs et nuls | Blancs et nuls      | 211          | 1,54         | 806           | 6,88          |
| Exprimés       | Exprimés       | Exprimés            | 13 500       | 98,46        | 10 912        | 93,12         |

### Arrondissement de Blaye
| Candidats      | Candidats      | Étiquette      | Premier tour | Premier tour |
| Candidats      | Candidats      | Étiquette      | Voix         | %            |
| -------------- | -------------- | -------------- | ------------ | ------------ |
|                | Pierre Dupuy   | PRD            | 8 293        | 62,15        |
|                | Marquet        | SFIO           | 3 192        | 23,92        |
|                | Trajan         | Droite         | 1 858        | 13,92        |
|                |                |                |              |              |
| Inscrits       | Inscrits       | Inscrits       | 18 609       | 100,00       |
| Votants        | Votants        | Votants        | 14 144       | 76,01        |
| Abstention     | Abstention     | Abstention     | 4 465        | 23,99        |
| Blancs et nuls | Blancs et nuls | Blancs et nuls | 801          | 5,66         |
| Exprimés       | Exprimés       | Exprimés       | 13 343       | 94,34        |

### Arrondissement de Bordeaux

#### 1recirconscription
| Candidats      | Candidats       | Étiquette                 | Premier tour | Premier tour |
| Candidats      | Candidats       | Étiquette                 | Voix         | %            |
| -------------- | --------------- | ------------------------- | ------------ | ------------ |
|                | Charles Chaumet | PRD                       | 8 965        | 59,30        |
|                | Baylet          | SFIO                      | 3 342        | 22,11        |
|                | André Cassadou  | Action libérale populaire | 1 818        | 12,03        |
|                | Benzacar        | Radical indépendant       | 630          | 4,17         |
|                | Buscailles      | Divers                    | 362          | 2,39         |
|                |                 |                           |              |              |
| Inscrits       | Inscrits        | Inscrits                  | 23 736       | 100,00       |
| Votants        | Votants         | Votants                   | 15 273       | 64,35        |
| Abstention     | Abstention      | Abstention                | 8 463        | 35,65        |
| Blancs et nuls | Blancs et nuls  | Blancs et nuls            | 156          | 1,02         |
| Exprimés       | Exprimés        | Exprimés                  | 15 117       | 98,98        |

#### 2ecirconscription
| Candidats      | Candidats      | Étiquette      | Premier tour | Premier tour |
| Candidats      | Candidats      | Étiquette      | Voix         | %            |
| -------------- | -------------- | -------------- | ------------ | ------------ |
|                | André Ballande | FR             | 7 701        | 53,26        |
|                | Dupeux         | PRRRS          | 3 441        | 23,80        |
|                | Costedoat      | SFIO           | 3 068        | 21,22        |
|                | Boujean        | Divers         | 249          | 1,72         |
|                |                |                |              |              |
| Inscrits       | Inscrits       | Inscrits       | 23 828       | 100,00       |
| Votants        | Votants        | Votants        | 14 789       | 62,07        |
| Abstention     | Abstention     | Abstention     | 9 039        | 37,93        |
| Blancs et nuls | Blancs et nuls | Blancs et nuls | 330          | 2,23         |
| Exprimés       | Exprimés       | Exprimés       | 14 459       | 97,77        |

#### 3ecirconscription
| Candidats      | Candidats       | Étiquette      | Premier tour | Premier tour |
| Candidats      | Candidats       | Étiquette      | Voix         | %            |
| -------------- | --------------- | -------------- | ------------ | ------------ |
|                | Calixte Camelle | SFIO           | 8 551        | 50,90        |
|                | Henri Lorin     | PRD            | 8 013        | 47,70        |
|                | Laporte         | Divers         | 235          | 1,40         |
|                |                 |                |              |              |
| Inscrits       | Inscrits        | Inscrits       | 27 424       | 100,00       |
| Votants        | Votants         | Votants        | 17 069       | 62,24        |
| Abstention     | Abstention      | Abstention     | 10 355       | 37,76        |
| Blancs et nuls | Blancs et nuls  | Blancs et nuls | 270          | 1,58         |
| Exprimés       | Exprimés        | Exprimés       | 16 799       | 98,42        |

#### 4ecirconscription
| Candidats      | Candidats                           | Étiquette      | Premier tour | Premier tour |
| Candidats      | Candidats                           | Étiquette      | Voix         | %            |
| -------------- | ----------------------------------- | -------------- | ------------ | ------------ |
|                | Louis Charles Marie de La Trémoille | PRD            | 10 406       | 77,61        |
|                | Larroque                            | SFIO           | 2 991        | 22,31        |
|                |                                     | Divers         | 11           | 0,08         |
|                |                                     |                |              |              |
| Inscrits       | Inscrits                            | Inscrits       | 22 635       | 100,00       |
| Votants        | Votants                             | Votants        | 14 257       | 62,99        |
| Abstention     | Abstention                          | Abstention     | 8 378        | 37,01        |
| Blancs et nuls | Blancs et nuls                      | Blancs et nuls | 849          | 5,95         |
| Exprimés       | Exprimés                            | Exprimés       | 13 408       | 94,05        |

#### 5ecirconscription
| Candidats      | Candidats        | Étiquette           | Premier tour | Premier tour |
| Candidats      | Candidats        | Étiquette           | Voix         | %            |
| -------------- | ---------------- | ------------------- | ------------ | ------------ |
|                | René Cazauvieilh | Gauche démocratique | 8 523        | 79,34        |
|                | Massip           | SFIO                | 2 220        | 20,66        |
|                |                  |                     |              |              |
| Inscrits       | Inscrits         | Inscrits            | 19 144       | 100,00       |
| Votants        | Votants          | Votants             | 12 019       | 62,78        |
| Abstention     | Abstention       | Abstention          | 7 125        | 37,22        |
| Blancs et nuls | Blancs et nuls   | Blancs et nuls      | 1 276        | 10,62        |
| Exprimés       | Exprimés         | Exprimés            | 10 743       | 89,38        |

#### 6ecirconscription
| Candidats      | Candidats      | Étiquette                 | Premier tour | Premier tour | Deuxième tour | Deuxième tour |
| Candidats      | Candidats      | Étiquette                 | Voix         | %            | Voix          | %             |
| -------------- | -------------- | ------------------------- | ------------ | ------------ | ------------- | ------------- |
|                | Calmel         | PRD                       | 3 652        | 25,69        | 5 067         | 34,48         |
|                | Henri Labroue  | PRRRS                     | 3 166        | 22,27        | 5 621         | 38,25         |
|                | Roussillon     | Rep. de gauche            | 2 330        | 16,39        |               |               |
|                | Caillibaud     | Action libérale populaire | 2 275        | 16,00        | 4 009         | 27,28         |
|                | Massiani       | Rep. de gauche            | 1 539        | 10,82        |               |               |
|                | Vaillandet     | SFIO                      | 1 255        | 8,83         |               |               |
|                |                | Divers                    | 1            | 0,01         |               |               |
|                |                |                           |              |              |               |               |
| Inscrits       | Inscrits       | Inscrits                  | 20 274       | 100,00       | 20 172        | 100,00        |
| Votants        | Votants        | Votants                   | 14 648       | 72,25        | 14 939        | 74,06         |
| Abstention     | Abstention     | Abstention                | 5 626        | 27,75        | 5 233         | 25,94         |
| Blancs et nuls | Blancs et nuls | Blancs et nuls            | 430          | 2,94         | 242           | 1,62          |
| Exprimés       | Exprimés       | Exprimés                  | 14 218       | 97,06        | 14 697        | 98,38         |

### Arrondissement de La Réole
| Candidats      | Candidats        | Étiquette           | Premier tour | Premier tour |
| Candidats      | Candidats        | Étiquette           | Voix         | %            |
| -------------- | ---------------- | ------------------- | ------------ | ------------ |
|                | Georges Chaigne  | PRD                 | 7 721        | 55,57        |
|                | Auguste Borderie | Radical indépendant | 5 732        | 41,26        |
|                | Cayrel           | SFIO                | 441          | 3,17         |
|                |                  |                     |              |              |
| Inscrits       | Inscrits         | Inscrits            | 16 824       | 100,00       |
| Votants        | Votants          | Votants             | 14 155       | 84,14        |
| Abstention     | Abstention       | Abstention          | 2 129        | 15,86        |
| Blancs et nuls | Blancs et nuls   | Blancs et nuls      | 261          | 1,84         |
| Exprimés       | Exprimés         | Exprimés            | 13 894       | 98,16        |

### Arrondissement de Lesparre
| Candidats      | Candidats      | Étiquette      | Premier tour | Premier tour |
| Candidats      | Candidats      | Étiquette      | Voix         | %            |
| -------------- | -------------- | -------------- | ------------ | ------------ |
|                | Félix Mesnard  | Rep. de gauche | 6 676        | 51,68        |
|                | D'Elissagaray  | Divers         | 5 838        | 45,19        |
|                | Sarget         | SFIO           | 405          | 3,13         |
|                |                |                |              |              |
| Inscrits       | Inscrits       | Inscrits       | 15 472       | 100,00       |
| Votants        | Votants        | Votants        | 13 045       | 84,31        |
| Abstention     | Abstention     | Abstention     | 2 427        | 15,69        |
| Blancs et nuls | Blancs et nuls | Blancs et nuls | 126          | 0,97         |
| Exprimés       | Exprimés       | Exprimés       | 12 919       | 99,03        |

### Arrondissement de Libourne

#### 1recirconscription
| Candidats      | Candidats         | Étiquette      | Premier tour | Premier tour | Deuxième tour | Deuxième tour |
| Candidats      | Candidats         | Étiquette      | Voix         | %            | Voix          | %             |
| -------------- | ----------------- | -------------- | ------------ | ------------ | ------------- | ------------- |
|                | Gabriel Combrouze | PRD            | 6 222        | 44,23        | 7 885         | 54,16         |
|                | Léon Duguit       | PRD            | 4 590        | 32,63        |               |               |
|                | Maurange          | SFIO           | 2 978        | 21,17        |               |               |
|                | Seurt             | Divers         | 276          | 1,96         |               |               |
|                | Brisson           | Divers         |              |              | 6 671         | 45,84         |
|                |                   |                |              |              |               |               |
| Inscrits       | Inscrits          | Inscrits       | 18 613       | 100,00       | 18 606        | 100,00        |
| Votants        | Votants           | Votants        | 14 308       | 76,87        | 14 872        | 79,93         |
| Abstention     | Abstention        | Abstention     | 4 305        | 23,13        | 3 734         | 20,07         |
| Blancs et nuls | Blancs et nuls    | Blancs et nuls | 242          | 1,69         | 316           | 2,12          |
| Exprimés       | Exprimés          | Exprimés       | 14 066       | 98,31        | 14 556        | 97,88         |

#### 2ecirconscription
| Candidats      | Candidats      | Étiquette      | Premier tour | Premier tour | Deuxième tour | Deuxième tour |
| Candidats      | Candidats      | Étiquette      | Voix         | %            | Voix          | %             |
| -------------- | -------------- | -------------- | ------------ | ------------ | ------------- | ------------- |
|                | Édouard Eymond | PRD            | 5 532        | 40,78        | 7 314         | 59,57         |
|                | Audoin         | Progressiste   | 3 536        | 26,07        | 4 964         | 40,43         |
|                | Ernest Barraud | PRD            | 3 511        | 25,88        |               |               |
|                | Lachaud        | SFIO           | 986          | 7,27         |               |               |
|                |                |                |              |              |               |               |
| Inscrits       | Inscrits       | Inscrits       | 18 143       | 100,00       | 18 204        | 100,00        |
| Votants        | Votants        | Votants        | 13 882       | 76,51        | 12 667        | 69,58         |
| Abstention     | Abstention     | Abstention     | 4 261        | 23,49        | 5 537         | 30,42         |
| Blancs et nuls | Blancs et nuls | Blancs et nuls | 317          | 2,28         | 389           | 3,07          |
| Exprimés       | Exprimés       | Exprimés       | 13 565       | 97,72        | 12 278        | 96,93         |